# リアル脱出ゲーム
リアル脱出ゲーム（リアルだっしゅつゲーム）は、SCRAPが商標登録している体感型イベントサービスの名称。

## 概歴
イベントの主旨としては、一つの会場に集まった参加者達が協力し、様々なヒントを元に謎を解いてその場所から脱出するというもので、インターネット上における「脱出ゲーム」のリアル（現実）版である。商標のため、他社が開催される同様のイベントはまた異なる名称が用いられる。
2007年7月に京都で第一弾のイベントが開催されて以来、全国の各都市で開催されている。主な内容としては、室内に置かれたヒントなどを元にして、制限時間内にある部屋から脱出するという謎解きをメインに据えたイベントとなっている。基本的に何人かで協力して謎を解いていくこととなる。また、過去には廃屋となった元学校や元病院、元倉庫を使用したイベント、ドームでの大人数による大型イベントなども行われている。
問題は総じて難易度の高いものとなっており、告知ビラには必ず「ただし、子供だましの簡単な謎ではありません。名探偵気取りでお越し下さい。」と書かれるのが恒例になっている。
主催者の加藤隆生によると、「リアル脱出ゲーム」を思いつくヒントになったのは名称の、インターネット上で遊べる「脱出ゲーム」（ブラウザゲーム）である。
イベントに参加するにはインターネットなどで事前に申し込み、チケットを購入する必要がある。なお、イベントによっては先着順でなく抽選となることもある。
2015年6月現在、日本全国の各都市で、常設店舗「リアル脱出スペース（いわゆるホール型）」及び「リアル脱出ルーム（いわゆるルーム型）」と常設タイアップ店舗「リアル脱出ゲームセンター」があり、随時イベントを行っている（後節参照）。また、人気の高さから日本国外にも脱出ゲームは進出しており、これまでにサンフランシスコ（アメリカ）、ソウル（韓国）、北京、上海（中国）、シンガポールなど各国でも様々な都市で開催している。
イベントの内容は多くの場合オリジナルで企画されている。また、『名探偵コナン』や『バイオハザード』、『ラブライブ!サンシャイン!!』、『めざましテレビ』など様々な作品、番組とのコラボ企画もある。なお、2011年には富士急ハイランド内にて、同様の企画『エヴァンゲリオン』とのコラボで「ある使徒からの脱出」というイベントが行われた。なお、2012年より同遊園地に常設している脱出系アトラクション「絶望要塞」にはSCRAPは関わっていない。
この他、通常のリアル脱出ゲームとは主旨が少し異なるが、実際の書店で謎解きを楽しむ「リアルゲームブックシリーズ」やゲームセンターでアーケードゲーム機などを使い謎解きを楽しむタイトー協力による「リアル脱出ゲームセンターシリーズ」といった企画もある。またSCRAPの協力により、リアル脱出ゲームの特性を活かしたオンラインゲームやアプリゲーム、さらにテレビドラマ・映画作品などが制作されている。

### 各施設でのコラボイベント
2012年12月にサンリオピューロランドでファミリー向けの謎解きイベント『ハローキティ謎解きプロジェクト ピューロ魔法学園へようこそ!』が開催された。
2013年11月16日に千葉県千葉市美浜区にある幕張メッセで開催されたニッポン放送主催の『巨大神殿からの脱出〜クラタスサーガ第1章〜』初日夜の部でギネスワールドレコーズ社より「最も参加した人数が多い体感型謎解きゲーム」として世界記録の認定を受けている。
2014年1月に六本木ヒルズとのコラボレーションで『六本木ヒルズ謎解きプロジェクト〜楊貴妃の涙を救え〜』が、沖縄県宮古島全体で『リアル脱出ゲーム×宮古島〜封印された島からの脱出〜』が第6回沖縄国際映画祭の関連イベントとして開催された。2015年1月には続編として『リアル脱出ゲーム×宮古島〜封印された島からの脱出2〜』が1ヶ月のロングランで開催した。主要旅行会社から全国各地の空港から宮古島までの往復航空券と参加チケットとレンタカーと宿泊をセットにした専用パックを発売した。
2014年5月に大阪市営交通（現・大阪メトロ&大阪シティバス）とのコラボレーション企画である『なんば謎解きプロジェクト』が開催された。
2014年11月に大阪府大阪市住之江区にあるインテックス大阪で読売テレビ主催の『地球滅亡からの脱出〜クラタスサーガ第2章〜』が開催された。WILLER EXPRESSとコラボで色違いのクリップボードをセットにした高速バスパックを発売した。2018年12月よりホールタイプにアレンジのうえ全国ツアー実施。東京原宿にある常設スタジオ原宿ヒミツキチオブスクラップにて約3ヶ月、大阪心斎橋にある常設スタジオ大阪ヒミツキチオブスクラップと名古屋矢場町にある常設スタジオ名古屋ヒミツキチオブスクラップにて約2ヶ月、札幌すすきのにある常設店舗アジトオブスクラップ札幌すすきのと仙台あおば通りにある常設店舗アジトオブスクラップ仙台と横浜山下町にある常設店舗アジトオブスクラップ横浜と福岡天神にある常設店舗アジトオブスクラップ福岡天神にて約1ヶ月のロングランで実施し、7都市（札幌・仙台・東京・横浜・名古屋・大阪・福岡）での開催期間中に全国6都市を巡回した。
東京メトロとのコラボレーションである『地下謎への招待状』も2014年11月に開催された。続編として、2015年10月に『地下謎への招待状2015』、2016年10月に『地下謎への招待状2016』、2017年10月に『地下謎への招待状2017』、2018年10月に『地下謎への招待状2018』、2019年10月に『地下謎への招待状2019』、2022年12月に『地下謎への招待状2014 REVIVAL』、2023年12月に『地下謎への招待状2023』がそれぞれ開催された。
2015年1月には大阪府大阪市此花区にあるUSJにて『リアル脱出ゲーム×USJ〜ゾンビに襲われたテレビ局からの脱出 BIOHAZARD THE ESCAPE〜』が開催された。3月には日本郵便とのコラボレーションである『銀座令嬢誘拐事件』が、六本木ヒルズとのコラボレーションである『六本木ヒルズ謎解きプロジェクト〜伝説の秘宝Xを奪え!〜』が開催された。7月にはファッションデザイナーコシノジュンコとのコラボレーションである『仕立て屋シャルロッテの秘密』が全国のZeppを巡回するライブツアー形式で開催。進研ゼミ小学講座とのコラボレーションである『探偵ズーノからの挑戦状!全国謎解きにチャレンジ』として予選が全国5都市を巡回する遊園地ツアー形式で決勝はTBSテレビの特番『全国小学生リアル脱出ゲーム選手権大会』として収録した。9月には任天堂とのコラボレーションである『超破壊計画からの脱出』がニンテンドー3DS専用ソフトとしてNintendo e-shop（第1話は同年9月末まで無償配信・第2話～5話まで毎週土曜日に1話ずつ有償配信）にて配信。10月にはコロプラのスマートフォン・タブレット端末向けRPGアプリであるクイズRPG 魔法使いと黒猫のウィズとのコラボレーション『伝説の魔道士は誰だ!?』が3大都市で開催された。11月にはニコニコとのコラボレーション『株式会社怪盗』をニコニコ生放送にて毎月1回のペースで配信した。松竹マルチプレックスシアターズとのコラボレーションで『ある映画館からの脱出』が丸の内ピカデリーで開催し、2016年5月から全国のMOVIXにて開催された。同年7月から西日本鉄道とのコラボレーションで『福岡謎解きトレイン』が開催。JR東日本と「ポケモン・ザ・ムービーXY&Z ボルケニオンと機巧のマギアナ」とのコラボレーションで『JR東日本 ポケモン謎解きラリー カラクリ王国を救え!』が開催された。2017年9月からJR西日本と京都鉄道博物館とのコラボレーションで『京都鉄道ミステリー』が開催。同年10月に漢検とのコラボレーションで『不思議な漢字洞窟からの脱出』が小学校・特別支援学校小学部向けの教材として発売された。
2015年より新作発表会をネット上で生中継を敢行していて2015年はYouTubeSCRAP公式アカウントにて実施し、2016年はニコニコ生放送にて実施した。
2015年3月以降に開催されるイベントにおいて、初心者・子供向けのビギナーコースが導入された。

## 常設型店舗
2015年5月現在、常設型店舗の「リアル脱出スペース」、小規模店舗の「リアル脱出ルーム」、タイトーとのタイアップ店舗の「リアル脱出ゲームセンター」が設置されており、随時イベントを開催している（店舗の詳細については「公式サイト」を参照）。なお、イベントに参加する場合リアル脱出スペース・リアル脱出ルームは事前にチケット購入、リアル脱出ゲームセンターは現金での支払いとなっている。リアル脱出ルームのみ当日券の在庫状況は開店と同時に各店舗に電話で問い合わせることができる。

## コンピュータゲーム

### インターネット（オンライン）
インターネット上でリアルタイムに謎解きを楽しめる『リアル脱出ゲームオンライン』（REGAME）が、これまでに数回開催されている。
- vol.01「ホーンテッドハウスからの脱出」（2012年7月24日開催）
- vol.02「サイレントキューブからの脱出」（2013年2月9日開催）
- vol.03「新・人狼村からの脱出」（2013年4月18-20日開催）

### アプリゲーム
「リアル脱出ゲーム」の関連アプリとして、『一週間ゲーム』がある。開発・販売はSCRAP（人狼村からの脱出for auスマートパスの販売協力がKDDI、ラブライブ!サンシャイン!! 孤島の水族館からの脱出・学校祭ライブ中止の危機からの脱出の開発協力がブシロード）。一週間のうちにリアルタイムに謎解きを行うというゲームアプリで、Android版とiOS版がリリースされているが、2015年10月には『クロスワードRPG くまクロ』がiOS版限定で、2016年5月には『人狼村からの脱出 for auスマートパス』がAndroid版で尚且つauユーザー限定で、2018年3月には『ラブライブ!サンシャイン!! 孤島の水族館からの脱出』が、2019年7月に『ラブライブ!サンシャイン!! 学校祭ライブ中止の危機からの脱出』のAndroid版とiOS版がリリースされる。
- vol.1「人狼村からの脱出」
- vol.2「マーカスと謎の幽霊屋敷」
- vol.3「クロスワードRPG くまクロ」
- vol.4「人狼村からの脱出 for auスマートパス」
- vol.5「ラブライブ!サンシャイン!! 孤島の水族館からの脱出」
- vol.6「ラブライブ!サンシャイン!! 学校祭ライブ中止の危機からの脱出」

### ニンテンドー3DS
- 「超破壊計画からの脱出」  (2015年9月2日～)

任天堂とSCRAPのコラボ作品。全5話構成で、初回は毎週土曜日にストーリーが更新された。

## テレビ番組・映画作品
2013年、SCRAPが制作に関わっている謎解きの単発ドラマや連続ドラマが地上波で放送されている。また、ナゾトキネマ『マダム・マーマレードの異常な謎』として出題編と解答編の二編からなる映画が制作されており、出題編が2013年10月25日、解答編が同年11月22日にそれぞれ公開された。
- 『リアル脱出ゲームTV』 - SCRAPが制作協力する視聴者参加型の謎解きドラマ（不定期単発ドラマ&連続ドラマ・TBS系列）。
- 『リアル脱出ゲーム密室美少女』 - SCRAPが企画協力しているテレビ東京の深夜ドラマ（連続ドラマ・テレビ東京）。
- ナゾトキネマ『マダム・マーマレードの異常な謎』 - 観客参加型の謎解き映画（製作：テレビ東京・SCRAP、配給：テレビ東京）。
- 『全国小学生リアル脱出ゲーム選手権』 - SCRAPが制作協力する単発バラエティー番組（TBS系列・BS-TBSでも放送）
- 『株式会社怪盗』 - SCRAPが制作するWeb番組（ニコニコ生放送）